# Chester Krause
Pour les articles homonymes, voir Krause.
Chester Lee Krause (16 décembre 1923 - 25 juin 2016) est un auteur, numismate et homme d'affaires américain, surtout connu comme fondateur de Krause Publications (en) dans les années 1950.

## Jeunesse
Chester Krause naît dans la ville d'Helvetia (en), dans le Wisconsin, dans le comté de Waupaca. Il commence à collectionner lorsqu'il est enfant et que ses tantes lui offrent des planches de pièces de monnaie Whitman.
Il sert comme mécanicien automobile pendant la Seconde Guerre mondiale en Belgique, au Luxembourg et en Allemagne de 1943 à 1946, sous les ordres de George S. Patton. Après sa démobilisation, il travaille dans la ferme familiale et participe à de nombreux projets de construction.

## Carrière
En 1952, Krause commence sa carrière d'éditeur en publiant le premier numéro de Numismatic News. Il publie également publié le Standard Catalog of World Paper Money et le Standard Catalog of World Coins, tous deux considérés comme l'une des principales ressources de l'époque dans le domaine des loisirs. En 1955, il élargit le portefeuille numismatique de la société en créant Coins. Numismatic News est toujours publié aujourd'hui et compte parmi les publications numismatiques les plus anciennes des États-Unis.
L'objectif de M. Krause est de faire connaître le hobby de la collection de pièces de monnaie aux habitants des régions généralement ignorées par les autres publications et organes d'information de l'époque, qui se concentrent principalement sur les grandes villes. Krause, qui est ouvrier du bâtiment, construit les bureaux de la publication, qui sont achevés en 1957 et restent le siège de l'entreprise pendant des décennies. En 1971, il commence à publier une gamme de publications destinées aux passionnés de voitures et d'automobiles dans le but de diversifier et d'étendre ses activités. Il fonde l'exposition annuelle de voitures anciennes d'Iola en 1972.
Il siège au conseil d'administration de l'American Numismatic Association de 2007 à 2010.

## Distinctions
Krause est membre à vie de l'American Numismatic Association et reçoit plusieurs prix de l'ANA, notamment la médaille du mérite, le Glenn Smedley Memorial Award en 1991, le Exemplary Service Award, le Numismatist of the Year en 1999, le Lifetime Achievement Award, le Burnett Anderson Memorial Award en 2009 et le Farran Zerbe Memorial Award, la plus haute distinction de l'organisation, en 1977,. En juin 2022, le prix Farran Zerbe est rebaptisé Chester L. Krause Memorial Distinguished Service Award en son honneur. Clifford Mishler est le fer de lance d'une initiative visant à dédier un parc à Iola, dans le Wisconsin, en son honneur, dont l'ouverture est prévue en décembre 2023, à l'occasion de son 100e anniversaire.

## Vie privée
Krause est actif dans de nombreux organismes caritatifs et organisations, notamment Rawhide Boy's Ranch, un établissement résidentiel pour les jeunes à risque fondé par Bart Starr et sa femme Cherry, les Badger State Winter Games, le centre de recherche médicale Melvin Laird à la clinique Marshfield et le Max McGee National Research Center for Juvenile Diabetes à l'hôpital pour enfants de Milwaukee. Il subit un accident vasculaire cérébral en 2014 et est décède à la suite d'une mauvaise chute en janvier 2016.